# Aleksander Pełczyński
Aleksander "Olek" Pełczyński (Ternopil, Segunda República Polonesa, 2 de julho de 1932 – Wrocław, 20 de dezembro de 2012) foi um matemático polonês.

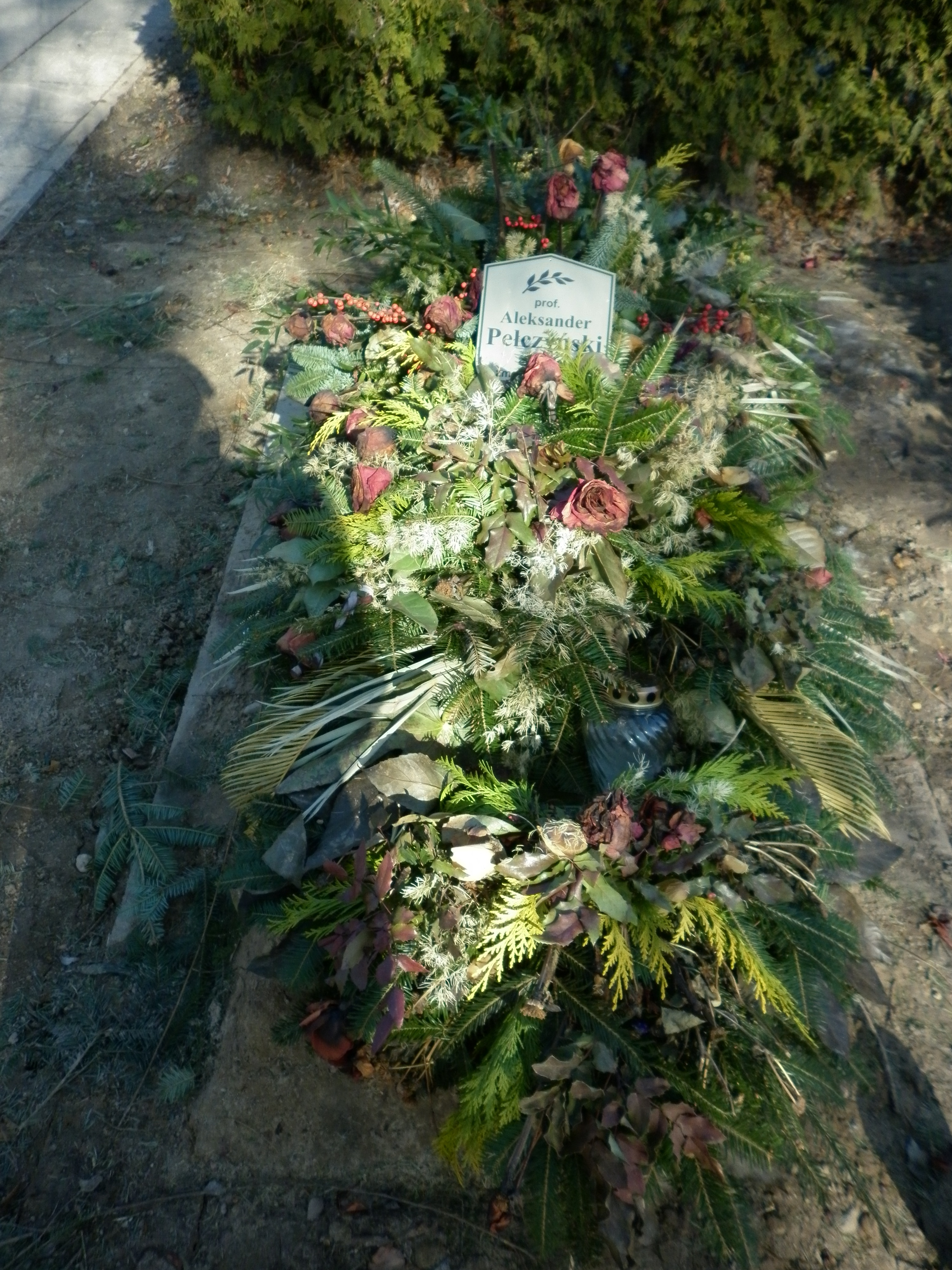
Sepultura de Pełczyński em Varsóvia

Pełczyński estudou matemática de 1950 a 1956 na Universidade de Varsóvia, onde obteve um doutorado em 1958, orientado por Stanisław Mazur, com a tese Własności izomorficzne przestrzeni Banacha związane ze słabą zbieżnością bezwarunkową szeregów (Isomorphic properties of Banach spaces with regard to unconditional convergence of series). De 1967 a 2002 trabalhou na Academia de Ciências da Polônia. Desde 1967 oi membro do dorpo editorial do periódico Studia Mathematica.
Foi palestrante convidado do Congresso Internacional de Matemáticos em Moscou (1966, com Boris Mityagin). Foi palestrante plenário do Congresso Internacional de Matemáticos em Varsóvia (1983: Structural Theory of Banach Spaces and Its Interplay with Analysis and Probability). Em 1986 foi eleito membro da Academia de Ciências da Alemanha Oriental. Dentre seus alunos de doutorado constam Nicole Tomczak-Jaegermann e Stanisław Szarek. Morreu em dezembro de 2012 e foi sepultado em Varsóvia.